# اثنينية عبد المقصود خوجه
اثنينية عبد المقصود خوجه منتدى أدبي أسَّسه رجل الأعمال الأديب عبد المقصود خوجه عام 1403هـ/ 1982م، للاحتفاء برموز الشعر والأدب والعلم والفكر من السعودية والعالم العربي والإسلامي. وتقام الاثنينة مساء كل اثنين بدارة مؤسس الاثنينية في جُدَّة، بحضور جمع من رجال الفكر والصِّحافة والأدب، وقد أنجزت الاثنينية توثيق فعاليات تكريم خمسمئة عالم ومفكر وأديب من داخل السعودية وخارجها.

## تاريخها
بدأ منتدى الاثنينية نشاطه عام 1403هـ/ 1982م، لتكريم العلماء والكتَّاب والمبدعين، ولا سيَّما في الشعر والأدب والقصة. ومن أهدافها تنشيط الحوار الثقافي والأدبي بين مجموعة متجانسة من الأدباء والعلماء في رؤيتها الفكرية، وتشجيع الإبداع والإنتاج الأدبي، وصقل موهبة الشعراء والأدباء من طريق المساجلات والمطارحات الأدبية، وتتبُّع الإصدارات الفكرية والأدبية الجديدة الصادرة عن دُور النشر، وتعهُّدها بالتعريف والنقد والمناقشة.
وكان أول المكرَّمين في الاثنينية رائد الصِّحافة السعودية عبد القدوس الأنصاري، وتوالى بعده المكرَّمون من كل أنحاء الوطن العربي والإسلامي، ومن أبرزهم الداعية المعروف أحمد ديدات من جنوب إفريقيا، واللغوي السوري شاكر الفحَّام، والشاعر المصري فاروق جويدة، والروائي السعودي أحمد أبو دهمان.
وكرَّمت الاثنينية شخصيات من مختلِف أنحاء العالم، ففي عام 1985 كرَّمت زكي قنصل من الأرجنتين، والشيخ أبا الحسن النَّدْوي من الهند، ووصلت شرقًا حتى روسيا بتكريمها ألكسي فاسيليف عام 2005، وأوليق بريسيسلين في 2008، والسفير بنيامين بوبوف في 2010.

## إصداراتها
- أنجزت «الاثنينية» توثيق فعَّاليات تكريم 500 عالم ومفكِّر وأديب من داخل المملكة وخارجها عبر مسيرتها، ولها موقع في الشَّابِكَة يضمُّ كل الإصدارات التي نشرتها تحت مظلَّة «كتاب الاثنينية»، إضافة إلى فعَّالياتها بعنوان سلسلة «أمسيَّات الاثنينية»، وقد تم حتى الآن رصد 70 عنوانًا في 185 مجلدًا.
- 31 جزءًا من سلسلة الاثنينية نُشرت في الموقع الشبكي.
- 19 كتابًا من إصدارات الإثنينية من الأعمال الكاملة والمؤلفات والسير الذاتية.[6]